# Phrynomedusa fimbriata
Espèce
Statut de conservation UICN

 EX  : Éteint
Phrynomedusa fimbriata est une espèce d'amphibiens de la famille des Phyllomedusidae. L'UICN la considère comme éteinte car elle n'a pas été observée depuis 80 ans.

## Répartition
Cette espèce était endémique de l'État de São Paulo au Brésil. Elle se rencontrait à Alto da Serra, Paranapiacaba dans la municipalité de Santo André à 1 000 m d'altitude,.

## Publication originale
- Miranda-Ribeiro, 1923 : As Phyllomesusas do Museo Paulista. Boletim do Museu Nacional do Rio de Janeiro, vol. 1, p. 3-6.